# Шиту, Рашад
Раша́д Шиту́ (фр. Rachad Chitou; 18 сентября 1976, Бенин) — бенинский футболист, вратарь. Выступал в сборной Бенина.

## Карьера

### Клубная
С 2002 по 2006 год выступал в составе клуба «Драгонс де л’Уэме» из города Порто-Ново, стал за это время, вместе с командой, дважды чемпионом Бенина в сезонах 2001/02 и 2003, один раз вице-чемпионом в сезоне 2005/06 и один раз обладателем Кубка страны в 2006 году. Затем переехал в Гану, где провёл сезон 2006/07 в составе клуба «Харт оф Лайонз» из города Кпанду, в том сезоне команда заняла 4-е место в чемпионате Ганы.
В июле 2007 года переехал в Нигерию, где продолжил карьеру в клубе «Викки Туристс» из города Баучи — столицы одноимённого штата. В том же сезоне занял, вместе с командой, 3-е место в чемпионате Нигерии, однако дальше дела пошли год от года хуже, и в итоге по результатам сезона 2009/10 клуб покинул Премьер-лигу Нигерии.

### В сборной
В составе главной национальной сборной Бенина выступает с 2002 года, сыграл в её составе 7 матчей (пропустил 12 голов) в отборочном турнире к чемпионату мира 2006 года и 1 встречу (пропустил 1 мяч) в отборочном турнире к чемпионату мира 2010 года.
Участвовал в 3-х кубках африканских наций: 2004, 2008 и 2010, на которых, однако, Бенин каких-либо значимых успехов не достиг.
В 2006 году забил за сборную гол.

## Достижения
«Драгонс де л’Уэме»
- Чемпион Бенина: 2001/02, 2003
- Вице-чемпион Бенина: 2005/06
- Обладатель Кубка Бенина: 2006

«Викки Туристс»
- 3-й призёр чемпионата Нигерии: 2007